# Tiếng Bora
Tiếng Bora là một ngôn ngữ bản địa Nam Mỹ, hiện diện ở miền tây rừng mưa Amazon. Tiếng Bora là một ngôn ngữ thanh điệu, một đặc điểm khá khác thường trong vùng này.
Người Bora sống ở Peru và Colombia. Chừng 2.328 người nói tiếng Bora sống ở vùng sông Yaguasyacu, Putumayo và Ampiyacu của Peru. Một số nhỏ hơn nhiều, chừng 500 người nói, sống ở tỉnh Putumayo của Colombia. Tỉ lệ biết viết tiếng Bora ở Peru là 10 đến 30% (thấp hơn khi so với tỉ lệ 25 đến 50% biết viết tiếng Tây Ban Nha).
Những người đầu tiên nghiên cứu ngôn ngữ này cho rằng nó có liên hệ với tiếng Huitoto (Witoto), song thực ra hai bên có rất ít điểm giống nhau. Sự lầm tưởng này nhiều khả năng do sự kết hôn liên tộc và việc phương ngữ Ocaina của tiếng Witoto mượn nhiều từ tiếng Bora.

## Phương ngữ
Miraña, một phương ngữ Bora, nói dọc theo sông Caquetá-Japurá chảy qua Colombia và Brasil. Tiếng Bora "lõi" có thể thông hiểu 94% với phương ngữ Miraña. Một phương khác của tiếng Bora là Muinane thì lại chỉ thông hiểu 50% với Bora "lõi" và Miraña.

## Ngữ pháp
Tiếng Bora có đến 350 loại từ, nhiều nhất trong mọi ngôn ngữ được biết đến.